# Gonzalo Higuaín
Gonzalo Gerardo Higuaín (pronunție în spaniolă [ɡonˈsalo iɣwaˈin]; n. 10 decembrie 1987, Brest, Franța) este un fotbalist argentinian retras din activitate, care a jucat ultima dată la clubul Club Atlético River Plate în Primera División Argentina, pe poziția de atacant.
Cu transferul său de la Napoli la Juventus pentru suma de €90 milioane în vara lui 2016, Higuaín a devenit cel mai scump fotbalist sud-american din toate timpurile, cel mai scump jucător cumpărat de un club italian și cel mai scump transfer realizat în interiorul unui campionat național.
Gonzalo Higuain s-a retras pe 18 octombrie 2022, în urma înfrângerii suferite de Format:Inter Miami CF în fața celor de la Format:New York City FC, in campionatul Format:MLS.

## Statistici

### Club
| Club                | Sezon         | Liga                       | Liga    | Liga   | Cupă    | Cupă   | Continental | Continental | Alte competiții | Alte competiții | Total   | Total  |
| Club                | Sezon         | Divizie                    | Meciuri | Goluri | Meciuri | Goluri | Meciuri     | Goluri      | Meciuri         | Goluri          | Meciuri | Goluri |
| ------------------- | ------------- | -------------------------- | ------- | ------ | ------- | ------ | ----------- | ----------- | --------------- | --------------- | ------- | ------ |
| River Plate         | 2004–05       | Prima Divizie a Argentinei | 4       | 0      | 0       | 0      | 0           | 0           | —               | —               | 4       | 0      |
| River Plate         | 2005–06       | Prima Divizie a Argentinei | 14      | 5      | 0       | 0      | 4           | 2           | —               | —               | 18      | 7      |
| River Plate         | 2006–07       | Prima Divizie a Argentinei | 17      | 8      | 0       | 0      | 2           | 0           | —               | —               | 19      | 8      |
| River Plate         | Total         | Total                      | 35      | 13     | 0       | 0      | 6           | 2           | —               | —               | 41      | 15     |
| Real Madrid         | 2006–07       | La Liga                    | 19      | 2      | 2       | 0      | 2           | 0           | —               | —               | 23      | 2      |
| Real Madrid         | 2007–08       | La Liga                    | 25      | 8      | 4       | 1      | 5           | 0           | —               | —               | 34      | 9      |
| Real Madrid         | 2008–09       | La Liga                    | 34      | 22     | 2       | 1      | 7           | 0           | 1               | 1               | 44      | 24     |
| Real Madrid         | 2009–10       | La Liga                    | 32      | 27     | 1       | 0      | 7           | 2           | —               | —               | 40      | 29     |
| Real Madrid         | 2010–11       | La Liga                    | 17      | 10     | 2       | 1      | 6           | 2           | —               | —               | 25      | 13     |
| Real Madrid         | 2011–12       | La Liga                    | 35      | 22     | 5       | 1      | 12          | 3           | 2               | 0               | 54      | 26     |
| Real Madrid         | 2012–13       | La Liga                    | 28      | 16     | 5       | 0      | 9           | 1           | 2               | 1               | 44      | 18     |
| Real Madrid         | Total         | Total                      | 190     | 107    | 21      | 4      | 48          | 8           | 5               | 2               | 264     | 121    |
| Napoli              | 2013–14       | Serie A                    | 32      | 17     | 5       | 2      | 9           | 5           | —               | —               | 46      | 24     |
| Napoli              | 2014–15       | Serie A                    | 37      | 18     | 4       | 1      | 16          | 8           | 1               | 2               | 58      | 29     |
| Napoli              | 2015–16       | Serie A                    | 35      | 36     | 2       | 0      | 5           | 2           | —               | —               | 42      | 38     |
| Napoli              | Total         | Total                      | 104     | 71     | 11      | 3      | 30          | 15          | 1               | 2               | 146     | 91     |
| Juventus            | 2016–17       | Serie A                    | 38      | 24     | 4       | 3      | 12          | 5           | 1               | 0               | 55      | 32     |
| Juventus            | 2017–18       | Serie A                    | 35      | 16     | 4       | 2      | 10          | 5           | 1               | 0               | 50      | 23     |
| Juventus            | 2019–20       | Serie A                    | 32      | 8      | 3       | 1      | 8           | 2           | 1               | 0               | 44      | 11     |
| Juventus            | Total         | Total                      | 105     | 48     | 11      | 6      | 30          | 12          | 3               | 0               | 149     | 66     |
| AC Milan (împrumut) | 2018–19       | Serie A                    | 15      | 6      | 1       | 0      | 5           | 2           | 1               | 0               | 22      | 8      |
| Chelsea (împrumut)  | 2018–19       | Premier League             | 14      | 5      | 2       | 0      | 2           | 0           | 1               | 0               | 19      | 5      |
| Inter Miami         | 2020          | MLS                        | 9       | 1      | —       | —      | —           | —           | —               | —               | 9       | 1      |
| Inter Miami         | 2021          | MLS                        | 30      | 12     | —       | —      | —           | —           | —               | —               | 30      | 12     |
| Inter Miami         | 2022          | MLS                        | 28      | 16     | 2       | 0      | —           | —           | 1               | 0               | 31      | 16     |
| Inter Miami         | Total         | Total                      | 67      | 29     | 2       | 0      | —           | —           | 1               | 0               | 70      | 29     |
| Total carieră       | Total carieră | Total carieră              | 530     | 279    | 48      | 13     | 121         | 39          | 12              | 4               | 711     | 335    |

1. ↑  Include Copa del Rey, Coppa Italia, FA Cup, U.S. Open Cup
2. 1 2  Apariții în Copa Libertadores
3. 1 2 3 4 5 6 7 8 9 10  Apariții în UEFA Champions League
4. 1 2 3  Apariții în Supercopa de España
5. ↑  Cinci apariții și patru goluri în UEFA Champions League, patru apariții și un gol în UEFA Europa League
6. ↑  Două apariții și un gol în UEFA Champions League, paisprezece apariții și șapte goluri în UEFA Europa League
7. 1 2 3 4 5  Apariție în Supercoppa Italiana
8. 1 2 3  Apariții în UEFA Europa League
9. ↑  Apariție în EFL Cup
10. ↑  Apariție în MLS Cup Playoffs

### Națională
| Echipa națională | An    | Selecții | Goluri |
| ---------------- | ----- | -------- | ------ |
| Argentina        | 2009  | 3        | 1      |
| Argentina        | 2010  | 10       | 6      |
| Argentina        | 2011  | 9        | 5      |
| Argentina        | 2012  | 8        | 4      |
| Argentina        | 2013  | 5        | 4      |
| Argentina        | 2014  | 11       | 3      |
| Argentina        | 2015  | 8        | 2      |
| Argentina        | 2016  | 13       | 6      |
| Argentina        | 2017  | 2        | 0      |
| Argentina        | 2018  | 6        | 0      |
| Total            | Total | 75       | 31     |

### Goluri olimpice
| # | Data             | Stadion                                       | Oponent   | Scor | Rezultat | Competiție                    |
| - | ---------------- | --------------------------------------------- | --------- | ---- | -------- | ----------------------------- |
| 1 | 7 februarie 2008 | Memorial Coliseum, Los Angeles, Statele Unite | Guatemala | 1–0  | 5–0      | Amical (Unrecognized by FIFA) |
| 2 | 7 februarie 2008 | Memorial Coliseum, Los Angeles, Statele Unite | Guatemala | 2–0  | 5–0      | Amical (Unrecognized by FIFA) |

### Goluri internaționale
| #   | Data               | Stadion                                                         | Oponent       | Scor  | Rezultat | Competiția                   |
| --- | ------------------ | --------------------------------------------------------------- | ------------- | ----- | -------- | ---------------------------- |
| 1.  | 10 octombrie 2009  | Estadio Monumental Antonio V. Liberti, Buenos Aires, Argentina  | Peru          | 1 – 0 | 2–1      | 2010 World Cup qualification |
| 2.  | 3 martie 2010      | Allianz Arena, München, Germania                                | Germania      | 1 – 0 | 1–0      | Amical                       |
| 3.  | 17 iunie 2010      | Soccer City, Johannesburg, Africa de Sud                        | Coreea de Sud | 2 – 0 | 4–1      | 2010 FIFA World Cup          |
| 4.  | 17 iunie 2010      | Soccer City, Johannesburg, Africa de Sud                        | Coreea de Sud | 3 – 1 | 4–1      | 2010 FIFA World Cup          |
| 5.  | 17 iunie 2010      | Soccer City, Johannesburg, Africa de Sud                        | Coreea de Sud | 4 – 1 | 4–1      | 2010 FIFA World Cup          |
| 6.  | 27 iunie 2010      | Soccer City, Johannesburg, Africa de Sud                        | Mexic         | 2 – 0 | 3–1      | 2010 FIFA World Cup          |
| 7.  | 7 septembrie 2010  | Estadio Monumental Antonio V. Liberti, Buenos Aires, Argentina  | Spania        | 2 – 0 | 4–1      | Meci amical                  |
| 8.  | 16 iulie 2011      | Estadio Brigadier General Estanislao López, Santa Fe, Argentina | Uruguay       | 1 – 1 | 1–1      | Copa América 2011            |
| 9.  | 6 septembrie 2011  | Bangabandhu National Stadium, Dhaka, Bangladesh                 | Nigeria       | 1 – 0 | 3–1      | Meci amical                  |
| 10. | 7 octombrie 2011   | Estadio Monumental Antonio V. Liberti, Buenos Aires, Argentina  | Chile         | 1 – 0 | 4–1      | 2014 World Cup qualification |
| 11. | 7 octombrie 2011   | Estadio Monumental Antonio V. Liberti, Buenos Aires, Argentina  | Chile         | 3 – 0 | 4–1      | 2014 World Cup qualification |
| 12. | 7 octombrie 2011   | Estadio Monumental Antonio V. Liberti, Buenos Aires, Argentina  | Chile         | 4 – 1 | 4–1      | 2014 World Cup qualification |
| 13. | 3 iunie 2012       | Estadio Monumental Antonio V. Liberti, Buenos Aires, Argentina  | Ecuador       | 2 – 0 | 4–0      | 2014 World Cup qualification |
| 14. | 7 septembrie 2012  | Estadio Mario Alberto Kempes, Córdoba, Argentina                | Paraguay      | 2 – 1 | 3–1      | 2014 World Cup qualification |
| 15. | 11 septembrie 2012 | Estadio Nacional, Lima, Peru                                    | Peru          | 1 – 1 | 1–1      | 2014 World Cup qualification |
| 16. | 17 octombrie 2012  | Estadio Nacional, Santiago, Chile                               | Chile         | 2 – 0 | 2–1      | 2014 World Cup qualification |
| 17. | 6 februarie 2013   | Friends Arena, Solna, Suedia                                    | Suedia        | 3 – 1 | 3–2      | Meci amical                  |
| 18. | 22 martie 2013     | Estadio Monumental Antonio V. Liberti, Buenos Aires, Argentina  | Venezuela     | 1 – 0 | 3–0      | 2014 World Cup qualification |
| 19. | 22 martie 2013     | Estadio Monumental Antonio V. Liberti, Buenos Aires, Argentina  | Venezuela     | 3 – 0 | 3–0      | 2014 World Cup qualification |
| 20. | 14 august 2013     | Stadio Olimpico, Roma, Italia                                   | Italia        | 1 – 0 | 2–1      | Meci amical                  |

## Palmares

### Club
Real Madrid
- La Liga (3): 2006–07, 2007–08, 2011–12
- Copa del Rey (1): 2010–11
- Supercopa de España (2): 2008, 2012